# 理不尽な孫の手
理不尽な孫の手（りふじんなまごのて、4月3日 - ）は、日本のライトノベル作家、小説家。男性。代表作は『無職転生 〜異世界行ったら本気だす〜』。
小説投稿サイト「小説家になろう」にデビューした。

## 来歴
小説に興味を持ったきっかけは『耳をすませば』を小学生の頃に見たこと。中学校に上がってからはパソコン部に入部し、テキストエディターで簡単な小説を書いたり、パワーポイントで紙芝居を作ったりと物語を作るということに触れ始める。そして大学を卒業した2007年頃、本格的に物語を執筆し始め出版社の賞にいくつか応募する。しかし結果は残せず、小説家になることを諦めていた。
数年後、金斬児狐によるライトノベル『Re:Monster』を読んだことで小説家になろうを知る。小説家になろうに連載された作品をいくつか読んだ後「ここなら自分の作品を投稿してもバカにされないんじゃないか」と考え、投稿を始めた。
2012年から2015年にかけて小説家になろうにて発表された『無職転生 -異世界行ったら本気出す-』は2013年10月から2019年2月にかけて同サイトの累計ランキングにて1位を獲得し、その後書籍化された本作は「このライトノベルがすごい!」にて2017年以降トップ10入りを5回果たしている。

## 人物
理不尽な孫の手というペンネームの由来は、すでに持っていた5つのハンドルネームのうち2つを組み合わせたもの。また、小説家になろうにおけるルビである「マゴノテ・ソード」はかつて販売されていた商品「孫の手侍」に由来している。
自身に影響を与えた作品に水上悟志の『惑星のさみだれ』を挙げており、水上作品のファンであると公言している。
また、『ドラゴンクエスト』や『ファイナルファンタジー』などの1980年代後半から2000年代前半までのファンタジー系のゲームからも影響を受けたと話している。
2012 - 2013年頃に小説投稿サイトよりデビューしたラノベ作家の長月達平、暁なつめ、丸山くがね、カルロ・ゼンらとは仲が良く、互いに新刊が出ると献本し合う程の間柄である。2015年頃までは共同のチャットルームも運営していた。

## 作品
小説家になろう投稿作品については理不尽な孫の手の作者ページを参照のこと。

### ライトノベル
無職転生 〜異世界行ったら本気だす〜（小説版）
2014年1月から2022年11月までMFブックスにて発行。イラストはシロタカ。全26巻。
オーク英雄物語 忖度列伝
2020年7月より富士見ファンタジア文庫にて刊行中。イラストは朝凪。既刊7巻。
1. 2020年7月17日発売、ISBN 978-4-04-073665-5
2. 2020年12月19日発売、ISBN 978-4-04-073666-2
3. 2021年11月20日発売、ISBN 978-4-04-074184-0
4. 2022年11月18日発売、ISBN 978-4-04-074605-0
5. 2023年9月20日発売、ISBN 978-4-04-075013-2
6. 2024年7月20日発売、ISBN 978-4-04-075500-7
7. 2025年6月20日発売、ISBN 978-4-04-075941-8

無職転生 〜蛇足編〜
2023年6月よりMFブックスにて発行。イラストはシロタカ。既刊3巻。

### アニメ
無職転生 〜異世界行ったら本気だす〜（アニメ）
シナリオ監修、第1期第23話脚本を担当。

### ゲーム
無職転生 ～ゲームになっても本気だす～
ゲームオリジナルシナリオの一つ『パウロ外伝』監修。サービス終了後同シナリオはゲーム公式サイトにて掲載。